# Phascum peraristatum
Phascum peraristatum är en bladmossart som beskrevs av C. Müller 1888. Phascum peraristatum ingår i släktet Phascum och familjen Pottiaceae. Inga underarter finns listade i Catalogue of Life.